# Spirocamallanus murrayensis
Spirocamallanus murrayensis är en rundmaskart som först beskrevs av Johnston och Mawson 1940.  Spirocamallanus murrayensis ingår i släktet Spirocamallanus och familjen Camallanidae. Inga underarter finns listade i Catalogue of Life.